# دیک کریکنل (بازیکن فوتبال)
دیک کریکنل (انگلیسی: Dick Cracknell؛ زادهٔ 1893) بازیکن فوتبال است.